# Esmeraldas, Ecuador
Esmeraldas este un oraș portuar din Ecuador care are 96.265 locuitori. 

## Personalități născute aici
- Piero Hincapié (n. 2002), fotbalist.